# Годований Роман Петрович
Годований Роман Петрович (нар. 4 жовтня 1990, Тернопіль — 29 листопада 2023) — український футболіст, захисник. Почесний громадянин міста Тернополя (2024, посмертно).

## Клубна кар'єра
Вихованець тернопільського футболу. Перші тренери;— Богдан Антонович Бучинський та Андрій Яблонський. Виступав за команди СДЮШОР (Тернопіль), «Надія» (Копичинці), «Педліцей» (Тернопіль) та ФК «Тернопіль-ТНПУ», з квітня 2008 року грав за «Ниву» (Тернопіль).
З жовтня 2009 року виступає у чемпіонаті області за ФК «Тернопіль-ТНПУ». 16 грудня згідно з рішенням ПФЛ контракт Годованого з «Нивою» було розірвано через невиплату клубом зарплати футболісту, а гравець отриав статус вільного агента. У грудні 2009 року у послугах гравця була зацікавлена «Волинь», яка в січні 2010 року підписала з гравцем контракт. У складі луцького клубу грав переважно за дубль, в основному складі з’являвся епізодично.
Влітку 2015 року проходив перегляд у мінському «Динамо», але клубу не підійшов. У січні 2016 року приєднався до іншого білоруського клубу, «Славія-Мозир». Вважався основним центральним захисником «Славії», але був змушений пропустити більшу частину сезону 2016 через травми. У лютому 2017 року стало відомо, що Роман залишає «Славію» через проблеми зі здоров'ям.
У 2018 році виступав на аматорському рівні за клуб «Мельниця» (Мельниця-Подільська) у чемпіонаті Тернопільської області, після чого остаточно завершив кар’єру.

## Студентські змагання
З 20 по 26 липня 2009 року виступав на чемпіонаті Європи з футболу серед студентських команд у складі команди педуніверситету ФК «Тернопіль», яка посіла на турнірі перше місце і здобула звання чемпіонів Європи.
З 19 по 25 липня 2010 року вдруге виступав на студентському чемпіонаті Європи за ФК «Тернопіль», який цього разу завоював бронзові медалі.

## Особисте життя і загибель
Після російського вторгнення воював у 33 окремій механізованій бригаді. Загинув 29 листопада 2023 року під час виконання бойового завдання внаслідок вибуху ворожого снаряда.

## Нагороди
- Почесний громадянин міста Тернополя (2 лютого 2024, посмертно) — за вагомий особистий внесок у становленні української державності та особисту мужність і героїзм, виявлені у захисті державного суверенітету та територіальної цілісності України[10].